# Arsen Zakharyan
Arsen Norayrovich Zakharyan (tiếng Nga: Арсен Норайрович Захарян;tiếng Armenia: Արսեն Նորայրի Զախարյան; sinh ngày 26 tháng 5 năm 2003) là một cầu thủ bóng đá chuyên nghiệp người Nga gốc Armenia hiện đang thi đấu ở vị trí tiền đạo cho câu lạc bộ La Liga Real Sociedad và đội tuyển bóng đá quốc gia Nga.
Zakharyan là cầu thủ người Nga đã được vinh danh là một trong cầu thủ xuất sắc nhất ở La Liga, với nhiều bàn thắng và pha kiến tạo. Anh còn được sánh ngang đồng đội Real Madrid Jude Bellingham.

## Đầu đời
Zakharyan sinh ra tại Samara, Nga với gia đình có gốc là người Armenia. Bố mẹ anh đã chuyển từ Martakert, Nagorno-Karabakh đến Nga sau chiến tranh Nagorno-Karabakh thứ nhất (1992-1994).

## Sự nghiệp bóng đá

### Dynamo Moscow

#### Mùa giải 2020–21
Ngày 1 tháng 11 năm 2020, Zakharyan có trận ra mắt Dynamo Moscow tại Russian Premier League, trong chiến thắng 2–1 trước Tambov ở mùa giải 2020–21. Anh được trao suất đá chính đầu tiên cho đội bóng Dynamo sau kỳ nghỉ đông là ngày 28 tháng 2 năm 2021, ghi bàn thắng đầu tiên trong chiến thắng 2–1 trước FC Akhmat Grozny. Zakharyan đã trở thành cầu thủ Dynamo Moscow trẻ thứ ba ghi bàn tại Giải ngoại hạng Nga, sau Aleksandr Kokorin và Pyotr Nemov.
Zakharyan đã được người hâm mộ Dynamo bầu chọn là cầu thủ của tháng vào tháng 2, tháng 3 và tháng 5 năm 2021 nhờ những màn trình diễn của anh, bao gồm cả bàn thắng muộn trong trận gặp CSKA Moscow vào tháng 5. Anh còn đã được vinh danh là cầu thủ của mùa giải 2020–21.

#### Mùa giải 2021–22
Ngày 23 tháng 7 năm 2021, Zaharyan ghi bàn thắng đầu tiên trong mùa giải 2021–22, ghi mở tỷ số trong chiến thắng 2–0 trước FC Rostov; anh còn được bình chọn là cầu thủ xuất sắc nhất trận. Ngày 9 tháng 12 năm 2021, anh được Russian Premier League vinh danh là cầu thủ U21 xuất sắc nhất giải đấu năm 2021.
Zakharyan được người hâm mộ Dynamo bầu chọn là cầu thủ của mùa giải trong mùa giải thứ hai liên tiếp. Anh cũng đứng thứ hai trong cuộc bầu chọn cầu thủ U21 xuất sắc nhất mùa giải, nhưng bị thua vua phá lưới Gamid Agalarov. Anh còn được Russian Premier League trao danh hiệu cầu thủ trẻ xuất sắc nhất và tiền vệ cánh trái xuất sắc nhất mùa giải 2021–22.

## Sự nghiệp quốc tế
Ngày 11 tháng 5 năm 2021, Zakharyan lần đầu tiên được khoác áo đội tuyển quốc gia Nga và được đưa vào đội hình 30 người sơ bộ cho UEFA Euro 2020. Tuy nhiên, anh ấy bị nhiễm trùng viêm amidan và bị loại khỏi đội hình giải đấu.
Zakharyan ra mắt đội tuyển quốc gia vào ngày 1 tháng 9 năm 2021, đá chính trong trận đấu gặp Croatia ở vòng loại World Cup 2022, nhưng sau đó bị thay ra ở hiệp hai khi trận đấu kết thúc với tỷ số hòa 0–0. Anh đã trở thành cầu thủ trẻ nhất trong lịch sử đội tuyển quốc gia Nga, khi mới 18 tuổi, 3 tháng, 6 ngày, phá kỷ lục của Alan Dzagoev. Zakharyan cũng trở thành cầu thủ trẻ thứ hai của đội tuyển quốc gia nói chung, sau thủ môn Igor Akinfeev.

## Phong cách thi đấu
Zakharyan là một cầu thủ đa năng và thường chơi nhiều vị trí tấn công, như tiền vệ cánh, tiền vệ tấn công hoặc tiền vệ trung tâm. Anh chuyển đổi vị trí trong suốt trận đấu theo yêu cầu của chiến thuật. Những đặc điểm của Zakharyan, chẳng hạn như khả năng dứt điểm, khả năng chuyền bóng và phong cách chơi bóng, đã khiến cầu thủ này được so sánh với cầu thủ người Bỉ Kevin De Bruyne.
Tháng 10 năm 2023, Zakharyan được The Guardian bầu chọn là một trong 60 tài năng trẻ xuất sắc nhất thế giới trong số những cầu thủ sinh năm 2003.

## Thống kê sự nghiệp

### Câu lạc bộ
Tính đến ngày 3 tháng 6 năm 2023
| Câu lạc bộ          | Mùa giải            | Giải đấu               | Giải đấu | Giải đấu | Cúp Bóng đá Nga | Cúp Bóng đá Nga | Châu lục | Châu lục | Tổng cộng | Tổng cộng |
| Câu lạc bộ          | Mùa giải            | Division               | Trận     | Bàn      | Trận            | Bàn             | Trận     | Bàn      | Trận      | Bàn       |
| ------------------- | ------------------- | ---------------------- | -------- | -------- | --------------- | --------------- | -------- | -------- | --------- | --------- |
| Dynamo-2 Moscow     | 2020–21             | Russian Second League  | 15       | 8        | —               | —               | —        | —        | 15        | 8         |
| Dynamo Moscow       | 2020–21             | Russian Premier League | 13       | 3        | 0               | 0               | 0        | 0        | 13        | 3         |
| Dynamo Moscow       | 2021–22             | Russian Premier League | 29       | 7        | 5               | 2               | —        | —        | 34        | 9         |
| Dynamo Moscow       | 2022–23             | Russian Premier League | 27       | 4        | 10              | 1               | —        | —        | 37        | 5         |
| Dynamo Moscow       | Tổng cộng           | Tổng cộng              | 69       | 14       | 15              | 3               | 0        | 0        | 84        | 17        |
| Tổng cộng sự nghiệp | Tổng cộng sự nghiệp | Tổng cộng sự nghiệp    | 84       | 22       | 15              | 3               | 0        | 0        | 99        | 25        |

### Đội tuyển quốc gia
Tính đến ngày 23 tháng 3 năm 2023
| Đội tuyển quốc gia | Năm       | Trận | Bàn |
| ------------------ | --------- | ---- | --- |
| Nga                | 2021      | 4    | 0   |
| Nga                | 2022      | 2    | 0   |
| Nga                | 2023      | 1    | 0   |
| Tổng cộng          | Tổng cộng | 7    | 0   |